# Heralding - The Fireblade
Heralding - The Fireblade är det fjärde studioalbumet med det tyska folk metal/viking metal-bandet Falkenbach, släppt i november 2005 genom skivbolaget Napalm Records. Albumet är en nyinspelad version av bandets outgivna debutalbum Fireblade från 1995. Det nyinspelade albumet utgavs, med några ytterligare spår, i anledning Falkenbachs 15-årsjubileum.

## Låtlista
1. "Heathen Foray" – 7:15
2. "...of Forests Unknown..." – 3:48
3. "Hávamál" – 6:57
4. "Roman Land" – 4:18
5. "Heralder" – 5:12
6. "Læknishendr" – 5:57
7. "Walkiesjar" – 3:52
8. "Skirnir" – 4:34

## Medverkande
Musiker (Falkenbach-medlemmar)
- Vratyas Vakyas (Markus Tümmers) – sång, gitarr, keyboard, text & musik

Bidragande musiker
- Tyrann (Philip Breuer) – sång
- Hagalaz (Patrick Damiani) – akustisk gitarr, elgitarr, keyboard
- Boltthorn (Michel Spithoven) – trummor, percussion

Produktion
- Vratyas Vakyas – producent, ljudtekniker, ljudmix
- Patrick Damiani – ljudtekniker, ljudmix, mastering
- Robin Schmidt – mastering
- Philip Breuer – omslagsdesign
- Christophe Szpajdel – logo